# Peix depredador
Peix depredador és un nom genèric que es dona a certspeixos d’aigua dolça que es caracteritzen per una dieta molt carnívora, en particular piscívora. A França, s'inclou dins d'aquest tipus la perca americana Micropterus salmoides el lluç de riu Esox lucius Common perca Perca fluviatilis lucioperca Sander lucioperca i el silur Silurus glanis Encara que pertanyin als mateixos ordres, la rufa (Gymnocephalus cernua), la carbassa (Lepomis gibbosus) o el silur comú (Ameiurus melas) no es consideren depredadors. S’han de distingir sobretot dels peixos blancs i els salmònids. Terme utilitzat en el món de la pesca, les t`cniques que s’utilitzen per a la seva captura són principalment l’ús de peixos vius com a esquer o un dummy imitant la seva forma,

Peixos depredadors a França:
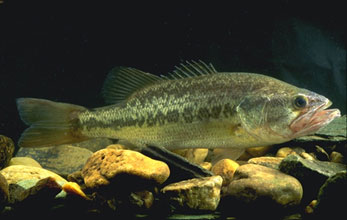
El baix gran.
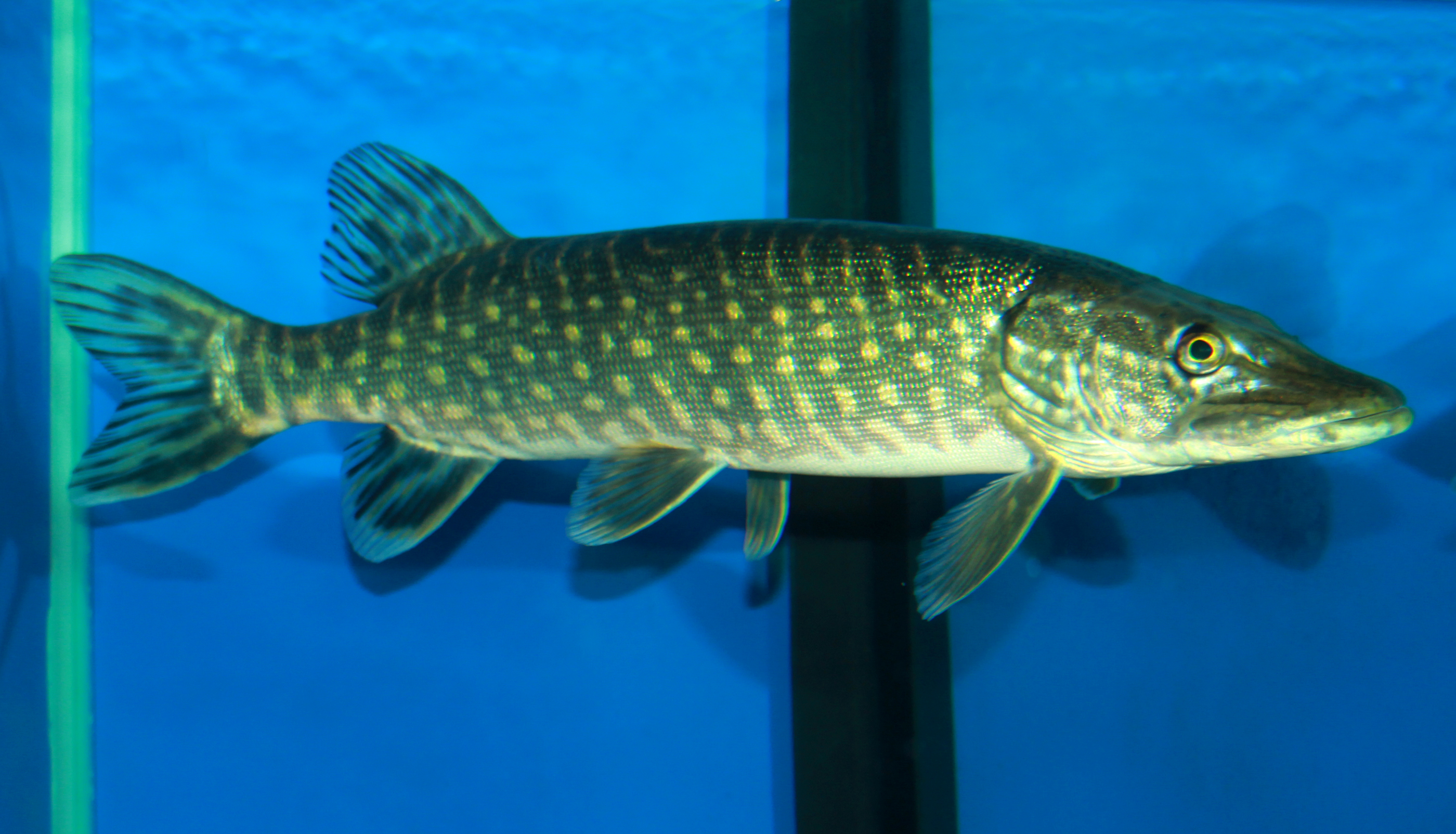
El Big Pike.
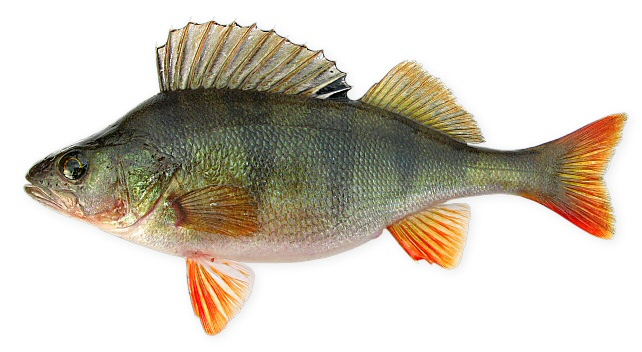
La perxa comuna.
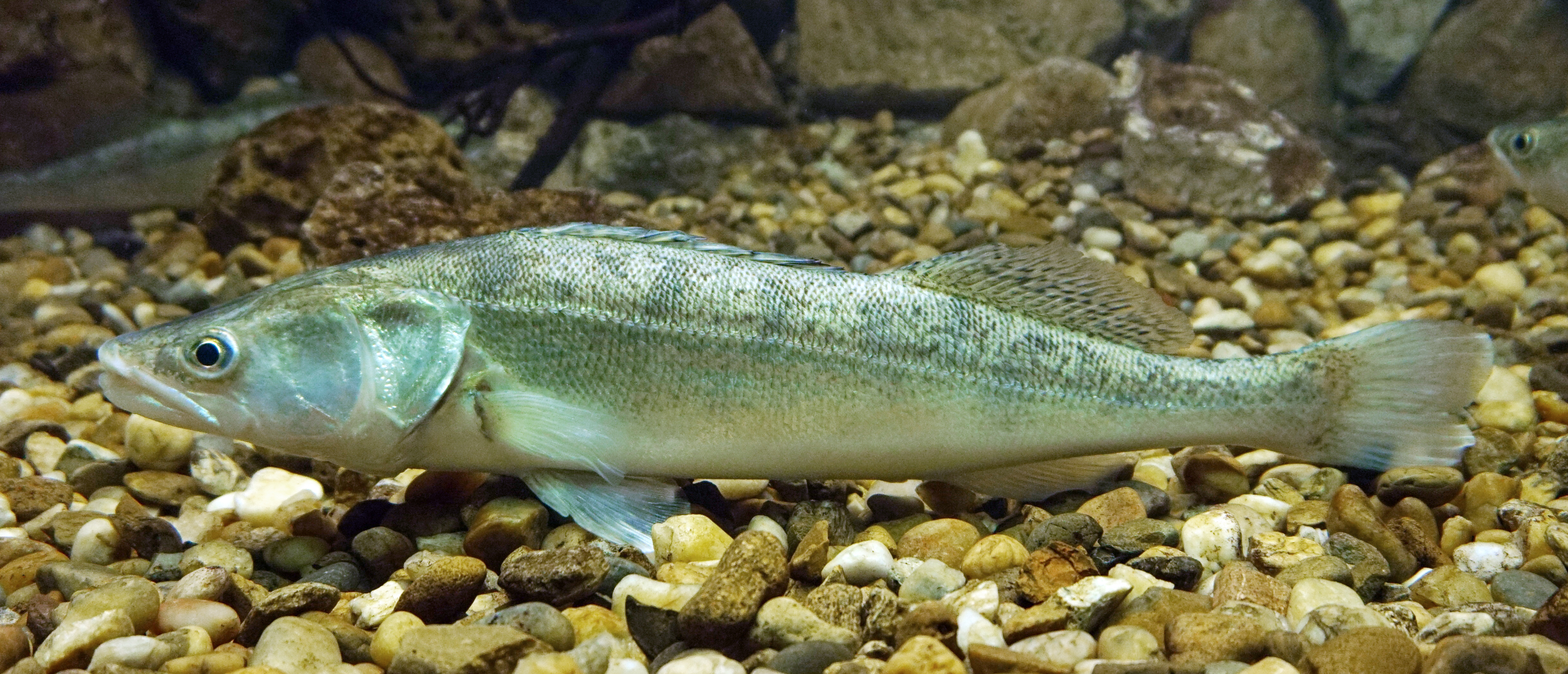
La perxa del Lluc.
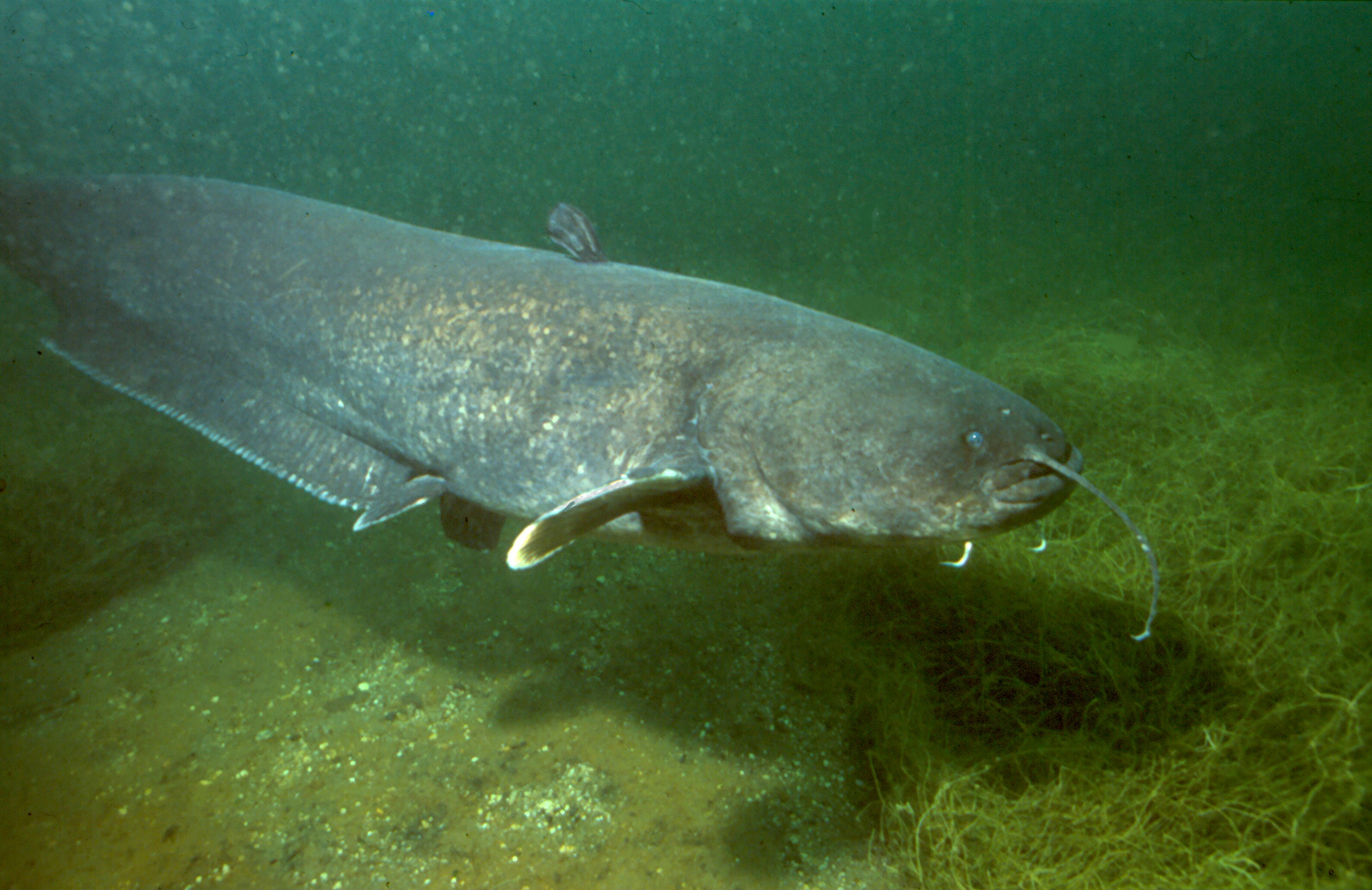
El silur espiga.